# Klára Lidová
Klára Lidová (* 5. ledna 1979) je česká tanečnice a choreografka. Působí též jako pedagožka a dramaturgyně. Je specialistkou v oblasti pohybové a sportovní medicíny, myofasciálních řetězců a barefoot tréninku.
Od čtyř let se věnovala baletu v Národním divadle, kde v pěti letech poprvé vystupovala na jevišti. V letech 1998–2006 vystudovala choreografii na Hudební fakultě Akademie múzických umění v Praze, v letech 2003–2004 také studovala na katedře klaunské scénické a filmové tvorby na Divadelní fakultě Janáčkovy akademie múzických umění v Brně. Absolvovala řadu zahraničních tanečních a choreografických stáží. V dětství vystupovala jako herečka v českých televizních filmech a seriálech.
Od roku 1998 se věnuje choreografii, a to jak divadelní, tak filmové.
Pracuje též jako dramaturgyně divadelních, filmových a televizních projektů.

## Yôtai, Taneční medicína
Zdravotnímu aspektu taneční profese se systematicky věnuje od roku 2007. Je odbornicí v oblasti fascií a myofasciálních řetězců. V mezinárodním měřítku se podílí na vědě a výzkumu, je členem odborného týmu Fascia Research Society. Své znalosti pravidelně prohlubuje na kongresech a odborných školeních.
Od roku 2012 vyučuje vlastní myofasciální tréninkovou metodu YÔTAI®, zaměřenou na kompenzaci a regeneraci tanečníků a sportovců, i běžných lidí vyznávajících aktivní životní styl. Metoda zohledňuje aktuální poznatky z fasciálního výzkumu, fyzioterapie a vývojové kineziologie. V letech 2015–2016 získala metoda YÔTAI® kladné hodnocení lékařů (FN Motol – gynekologicko-porodnická ambulance, Všeobecná FN Karlovo náměstí – II. interní klinika kardiologie a angiologie, Vršovická zdravotní a.s. – neurologie) a byla doporučena jako vhodný cvičební program v rámci prevence a poúrazové a pooperační rekonvalescence.
Dlouhodobě se věnuje také psychosomatickým faktorům a efektu stravy na výkonnost a prevenci úrazovosti.
Na akademické půdě se věnuje výzkumu a rozvoji oboru Taneční medicína, jehož cílem je zkvalitnění tanečního projevu, snížení rizika zranění a zlepšení zdravotního stavu a pohody tanečníků. Zabývá se fyziologií, anatomií, kineziologií, ale také psychologií, biomechanikou, výživou a somatickými technikami včetně Alexandrovy metody, Feldenkraisovy metody, Franklinovy metody atd.
Odborná školení a certifikace:
- Fascial Fitness Trainer (školitel Dr. Robert Schleip, Germany)
- Barefoot Training Specialist® Level 1 Certification (školitel Dr. Emily Splichal, EBFA, USA)
- Barefoot Training Specialist® Level 2 Certification (školitel Dr. Emily Splichal, EBFA, USA)
- Advanced Concepts in Ankle Sprains and Chronic Ankle Instability (školitel Dr. Emily Splichal, EBFA, USA)
- Mastering the Plantar Aponeurosis/Fascia (školitel Dr. Emily Splichal, EBFA, USA)
- Active Myofascial Release (školitel James Earls, UK)
- Pelvic Balance (školitel Dr. Emily Splichal, EBFA, USA)
- Pelvic Power for a Toned and Balanced Pelvis (školitel Eric Franklin, Switzerland)
- Sensory Based Balance Training (školitel Dr. Emily Splichal, EBFA, USA)
- Brain. Breath. Barefoot. (školitel Dr. Emily Splichal, EBFA, USA)
- Fundamental Precision Movements (školitel Eric Wong, Canada)
- Hypermobilita a jóga (školitel Lucie Königová, Czech Republic)
- Feet, Function and Fascial Lines (školitel Dr. Emily Splichal, EBFA, USA)
- Multi-Sensory Stimulation + Fall Reduction Programming (školitel Dr. Emily Splichal, EBFA, USA)
- Coccydynia (Tailbone) and the Posterior Pelvis (školitel Dr. Emily Splichal, EBFA, USA)
- Leaky Gut, Leaky Brain (školitel Dr. Emily Splichal, EBFA, USA)
- Neurosensory Specialist (školitel Dr. Emily Splichal, EBFA, USA)

## Filmové role

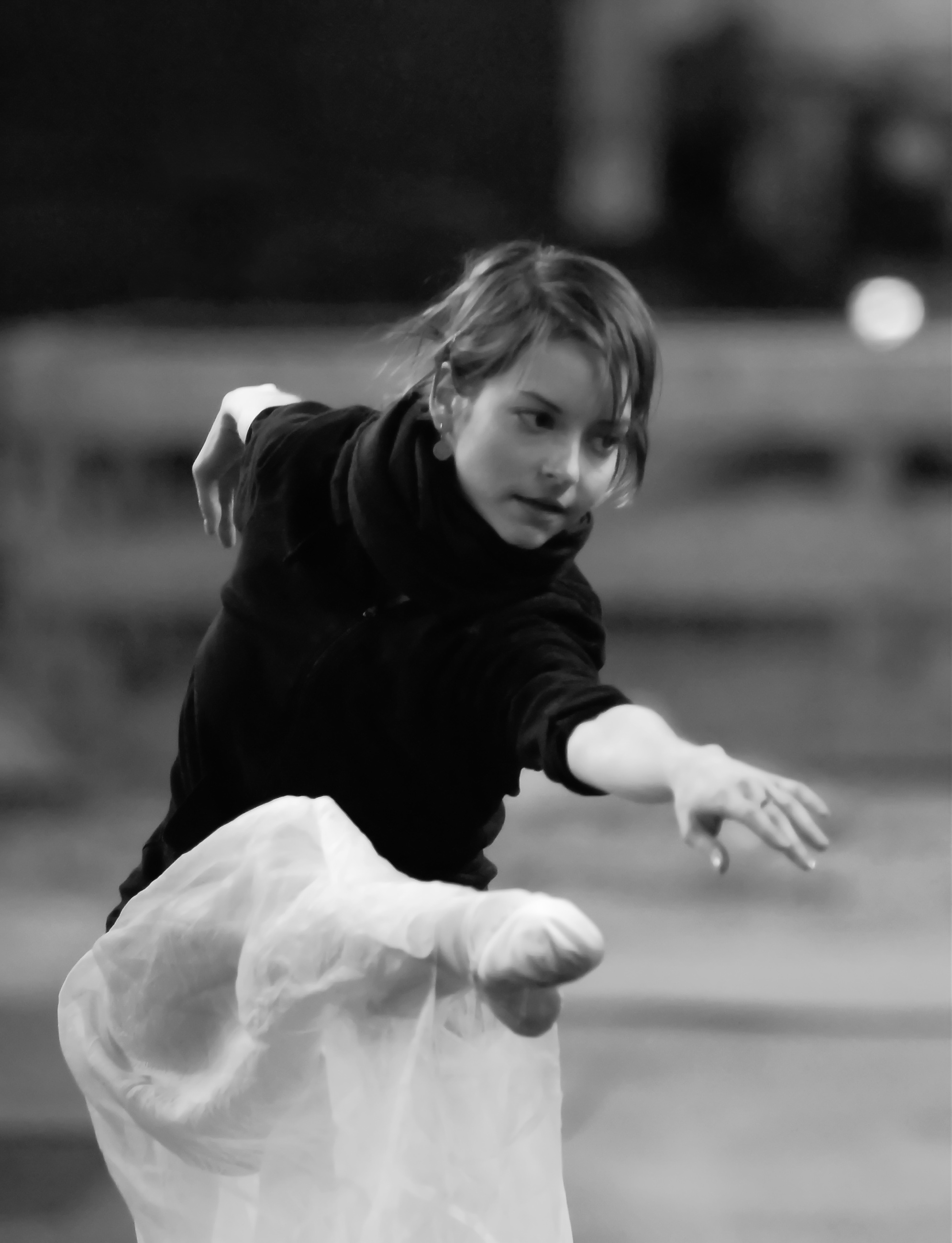
Klára Lidová – choreografka

### Filmy
- 1988 – Herbstmilch
- 1989 – Kočičí ples
- 1990 – Duch času, Třináctery hodiny
- 1991 – Romeo a Julie, Ten lokaj
- 1995 – Golet v údolí
- 2002 – Zvon Lukáš
- 2005 – The Brothers Grimm
- 2005 – Příběhy obyčejného šílenství
- 2007 – Tajnosti
- 2008 – Karamazovi

### Seriály
- 1988 – Cirkus Humberto
- 1989 – Přísahám a slibuji
- 1994 – Laskavý divák promine
- 1995 – Když se slunci nedaří

## Choreografie
- 1999 – Hlučná samota (Divadlo bez Zábradlí)
- 2002 – choreografie filmové pohádky Zvon Lukáš (režie J. Němcová)
- 2005 – Když tančila /When She Danced (Martin Sherman, Divadlo bez Zábradlí)
- 2006 – Osm žen (Divadlo Ta Fantastika)
- 2006 – Záplavy (Divadlo Na Zábradlí)
- 2007 – choreografie filmu Tajnosti (režie Alice Nellis)
- 2008 – choreografie filmu Karamazovi (režie Petr Zelenka)
- 2008 – Růžový šampaňský (Divadlo Černá Labuť)
- 2009 – Vyvolení (Divadlo Kalich)
- 2011 – choreografie opery Les Enfants Terribles (Philip Glass, Národní divadlo Praha)
- 2011 – Ohrožené druhy (Národní divadlo Praha)
- 2012 – Fuk! (Městské divadlo České Budějovice)
- 2012 – Jeppe z vršku (Divadlo Na Jezerce)
- 2013 – choreografie opery Toufar (Národní divadlo Praha)
- 2013 – Máchovy hrdličky křik! (Pidivadlo)
- 2014 – Vlk in fabula (Pidivadlo)
- 2015 – Pes Baskervillský (Jihočeské divadlo – otáčivé hlediště Český Krumlov)
- 2015 – FUK! / Cloaca (Maria Goos, Divadlo Pod Palmovkou)
- 2017 – choreografie opery Krakatit (Národní divadlo Praha)
- 2018 – Saturnin (Divadlo Na Jezerce)
- 2019 – choreografie opery Mozart a ti druzí (Michael Nyman, Národní divadlo Praha) [6]
- 2021 – choreografie Da Vinci (Jihočeské divadlo, Otáčivé hlediště)
- 2021 – choreografie Ze života Čapka (Divadlo Na Jezerce)
- 2022 – choreografie opery Prodaná nevěsta / The Bartered Bride (B. Smetana, Národní divadlo Praha)

## Dramaturgie
- 2002 – Rok ďábla – film ČR
- 2005 – Teremin – divadelní inscenace (Dejvické divadlo)
- 2008 – Karamazovi – film ČR
- 2011 – Ohrožené druhy – divadelní inscenace (Národní divadlo)
- 2012 – Dabbing Street – divadelní inscenace (Dejvické divadlo)
- 2014 – Terapie – televizní seriál HBO
- 2015 – Ztraceni v Mnichově – film ČR
- 2016 – Terapie II. – televizní seriál HBO
- 2017 – Terapie III. – televizní seriál HBO
- 2017 – Dabing Street – seriál České televize
- 2018 – Tančit svůj život – námět dokumentu ČT
- 2018 – Elegance molekuly – divadelní inscenace (Dejvické divadlo)
- 2019 – Modelář – film ČR
- 2021 – Betlémské světlo – film ČR, režie Jan Svěrák
- 2022 – Branický zázrak – muzikál, režie Jan Svěrák
- 2024 – Vlny – film ČR, režie Jiří Mádl
- 2025 – Limity – seriál České televize